# As the Light Does the Shadow
As the Light Does the Shadow är det fjärde studioalbumet med det norska funeral doom metal/gothic metal-bandet Funeral. Albumet släpptes 2008 av skivbolaget Indie Recordings.

## Låtlista
1. "The Will to Die" – 6:18
2. "Those Fated to Fall" – 7:31
3. "The Strength to End It" – 7:31
4. "The Elusive Light" – 6:32
5. "In the Fathoms of Wit and Reason" – 8:00
6. "Towards the End" – 7:14
7. "Let Us Die Alone" – 6:59
8. "The Absence of Heaven" – 8:14
9. "Hunger" – 9:17
10. "Fallen One" – 4:18

## Medverkande
Musiker (Funeral-medlemmar)
- Anders Eek – trummor
- Erlend Eide Nybø – gitarr
- Frode Forsmo – basgitarr, sång
- Mats Lerberg – gitarr, sång

Bidragande musiker
- Jon Borgerud – keyboard
- Robert Lowe – sång (spår 5)
- Roger Bjørge – orkestrering

Produktion
- Anders Eek – producent
- Erlend Eide Nybø – producent
- Marcelo Hvc – omslagsdesign, omslagskonst
- Birger Skofteby – foto